# James Stuart Steele
Sir James Stuart Steele, britanski general, * 1894, † 1975.